# Giuseppe Giordano
Giuseppe Giordano (Napoli, 16 luglio 1974) è un tiratore a segno italiano.

## Carriera
Nel 2012 partecipò ai Giochi olimpici di Londra 2012 nella pistola 50 metri e, grazie ad una serie di qualificazione da 559 punti, riuscì a qualificarsi per un affollato shoot-off a nove tiratori che riuscì a vincere con 49.6 punti, qualificandosi così per la finale dove terminò in quinta posizione con 656 punti.

Nel 2016 prese parte ai Giochi di Rio de Janeiro 2016 nella pistola 10 metri ad aria compressa terminando le qualifiche in quinta posizione con 550 punti con cui riuscì ad accedere alla sua seconda finale olimpica in carriera che concluse in sesta posizione con 118.4 punti.

## Palmarès
- Europei

Osijek 2013: oro nella pistola 50m e nella pistola 50m a squadre